# Фіруз-Кола-є Воста
Фіруз-Кола-є Воста (перс. فيروزكلاوسطي) — село в Ірані, у дегестані Дашт-е Сар, у бахші Дабудашт, шагрестані Амоль остану Мазендеран. За даними перепису 2006 року, його населення становило 683 особи, що проживали у складі 180 сімей.